# Коянди (Каркаралінський район)
Коянди́ (каз. Қоянды) — село у складі Каркаралінського району Карагандинської області Казахстану. Адміністративний центр Кояндинського сільського округу.
Населення — 370 осіб (2021; 479 у 2009, 798 у 1999, 834 у 1989).
Національний склад станом на 1989 рік:
- казахи — 100 %.